# 数九
數九是一種中國傳統記錄時間的方式，從冬至後逢「壬」日開始每過九天記為一九（亦有從冬至開始之計法），共記九九，通常數九的前三九即冬至之後的頭一個月是一年中最冷的日子，因此也有“冷在三九”、“三九寒冬”或者“數九寒冬”的說法。

## 緣起
傳統華夏人民尤其北方，御寒保暖條件較後代簡陋缺乏，寒冬也被視為威脅與懲罰而對天寒地凍生恐懼感，直接影響人民情緒，甚至會覺得冬季莫名其妙漫長。當時人民為捱過漫長冬季，遂發明以「數九」方法消遣，以打發時間緩解寒冬威脅下出現的心理危機。而當時圍著家眷數九亦被視為逍遙境界。

## 內涵
傳統華夏文化中，九為極數，乃最大、最多、最長久的概念。九個九即八十一更是「最大不過」之數。因此中國人認為，過了冬至日的九九八十一日，春天肯定經已到來。

## 九九歌

### 冬九九
九九歌是民間的順口溜，詩句中記述自冬至起每9天的物候變化，直至驚蟄為止。因中國地域遼闊，各地區數九天的氣候有差別，因而各地流行的九九歌亦有所不同。
如明代江南「九九歌」（摘自劉侗《帝京景物略》）

一九二九，相喚不出手；

三九二十七，籬頭吹觱篥；

四九三十六，夜眠如露宿；

五九四十五，家家推鹽虎；

六九五十四，口中哂暖氣；

七九六十三，行人把衣擔；
 
八九七十二，貓狗尋陰地；

九九八十一，窮漢受罪畢；

才要伸腳睡，蚊子跳蚤出。

北方地区流行的数九歌：

一九二九不出手，

三九四九冰上走，

五九和六九，河边看杨柳。

七九河冻开，八九燕归来，

九九加一九，耕牛遍地走。

简化版本：

一九二九不出手，

三九四九冰上走，

五九六九沿河看柳。

七九河开（河不开），八九燕来（燕不来），

九九加一九，耕牛遍地走。

参考：九九歌對應的現行陽曆日期（若冬至日開始於12月21日，則相應推前一天；閏年时3月日期推前一天）：
- 一九：12月22日—12月30日
- 二九：12月31日—1月8日
- 三九：1月9日—1月17日
- 四九：1月18日—1月26日
- 五九：1月27日—2月4日
- 六九：2月5日—2月13日
- 七九：2月14日—2月22日
- 八九：2月23日—3月3日
- 九九：3月4日—3月12日

### 夏九九
夏季除数伏外亦有以夏至为起点的数九歌谣，最早出现于宋朝太湖流域流传的农谚中。佚名（一说为宋朝人周遵道）《豹隐纪谈》记载：

一九至二九，扇子不离手；

三九二十七，吃水如蜜汁；

四九三十六，争向露头宿；

五九四十五，树头秋叶舞；

六九五十四，乘凉不入寺；

七九六十三，夜眠寻被单；
 
八九七十二，单被添夹被；

九九八十一，家家打炭墼。

湖北老河口市原禹王庙正厅的榆木大梁上曾发现写有以下版本的夏九九歌：

夏至入头九，羽扇握在手；

二九一十八，脱冠着罗纱；

三九二十七，出门汗欲滴；

四九三十六，浑身汗湿透；

五九四十五，炎秋似老虎；

六九五十四，乘凉进庙祠；

七九六十三，床头摸被单；

八九七十二，半夜寻被子；

九九八十一，开柜拿棉衣。

北方部分地区则流传如下变种：

一九至二九，扇子不离手；

三九二十七，冰水甜如蜜；

四九三十六，汗湿衣服透；

五九四十五，树头清风舞；

六九五十四，乘凉莫太迟；

七九六十三，夜眠要盖单；

八九七十二，思量盖夹被；

九九八十一，家家找棉衣。

夏九九对应的阳历日期如下（如夏至日为6月21日）：
- 一九：6月21日—6月29日
- 二九：6月30日—7月8日
- 三九：7月9日—7月17日
- 四九：7月18日—7月26日
- 五九：7月27日—8月4日
- 六九：8月5日—8月13日
- 七九：8月14日—8月22日
- 八九：8月23日—8月31日
- 九九：9月1日—9月9日